# Typhlops manilae
Typhlops manilae este o specie de șerpi din genul Typhlops, familia Typhlopidae, descrisă de Taylor 1919. Conform Catalogue of Life specia Typhlops manilae nu are subspecii cunoscute.